# Kazunari Ono
Kazunari Ono (大野 和成, Ono Kazunari) est un footballeur japonais né le 4 août 1989 à Jōetsu. Il évolue au poste de défenseur.

## Biographie
Kazunari Ono est demi-finaliste de la Coupe de la Ligue en 2015 avec l'Albirex Niigata.